# Scotia (Nueva York)
Scotia es una villa ubicada en el condado de Schenectady en el estado estadounidense de Nueva York. En el año 2000 tenía una población de 385 habitantes y una densidad poblacional de 238 personas por km².

## Geografía
Scotia se encuentra ubicada en las coordenadas 42°44′55″N 74°57′55″O / 42.74861, -74.96528.

## Demografía
Según la Oficina del Censo en 2000 los ingresos medios por hogar en la localidad eran de $42.028, y los ingresos medios por familia eran $51.449. Los hombres tenían unos ingresos medios de $130.074 frente a los $27.946 para las mujeres. La renta per cápita para la localidad era de $20.386. Alrededor del 6,6% de la población estaban por debajo del umbral de pobreza.